# دستور الأدوية الأمريكي
دستور الأدوية الأمريكي (بالإنجليزية: United States Pharmacopeia) ومختصره (USP) هو دستور أدوية يصدر سنويا عن مجمع دستور الأدوية الأمريكي (بالإنجليزية: United States Pharmacopoeial Convention) وهي منظمة غير ربحية، وتمتلك هذه المنظمة العلامة التجارية وحقوق الطبع.
يصدر دستور الأدوية الأمريكي في مجلد مشترك مع كتيب الوصفات الوطني ويحمل اسم (USP-NF).
إذا كانت معايير دستور الأدوية الأمريكي (أو كتيب الوصفات الوطني) تنطق على مادة فيجب تحديد نوعها USP أو NF. يحتوي دستور الأدوية الأمريكي على الأدوية البشرية (أدوية الوصفات وأدوية متاحة بدون وصفة) وكذلك الأدوية البيطرية. كما يضع دستور الأدوية الأمريكي معايير المكملات الغذائية والمواد الغذائية الأخرى.
لا يفرض دستور الأدوية الأمريكي معايير وليس له دور في ذلك، بل إن هذا هو دور إدارة الغذاء والدواء التي تفرض معاييرها مع مؤسسات الحكومة الأخرى.

## روابط خارجية
- الموقع الرسمي
- Medicines Compendium نسخة محفوظة 3 يوليو 2012 على موقع واي باك مشين.